# Wissenschaftsjahr 1511
Liste der Wissenschaftsjahre

◄◄ | ◄ | 1507 | 1508 | 1509 | 1510 | Wissenschaftsjahr 1511 | 1512 | 1513 | 1514 | 1515 | ► | ►►

Weitere Ereignisse
Dieser Artikel behandelt das Wissenschaftsjahr 1511.

## Ereignisse

### Naturwissenschaften

#### Geowissenschaften

##### Kartographie
- Bernard Sylvanus veröffentlicht 1511 seine Weltkarte.

### Kulturwissenschaften

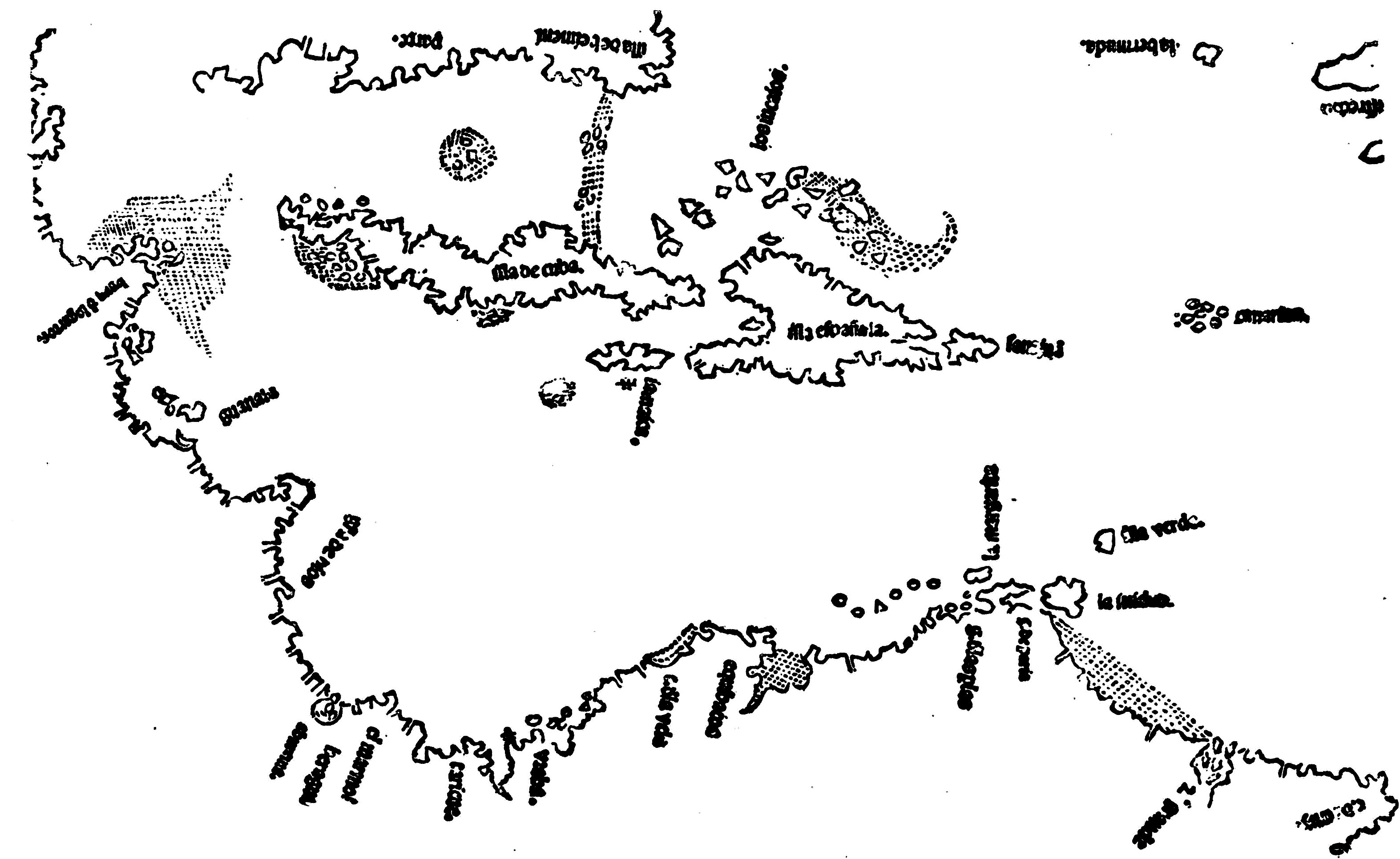
Karte der Neuen Welt von Petrus Martyr, 1511

#### Geisteswissenschaften

##### Geschichtswissenschaften
- Die erste Dekade des Werkes De Orbe Novo Decades, einer umfassenden Beschreibung der Entdeckung Amerikas durch die Spanier, das der italienische Mönch, Geschichtsschreiber und Geograph Petrus Martyr von Anghiera erarbeitet hat, wird 1511 – ohne Petrus Martyrs Einvernehmen – in Sevilla gedruckt. Die erste autorisierte Fassung (De Rebus Oceanicis et Novo Orbe) erscheint erst 1516 in Alcalá.

#### Sozialwissenschaften

Titelholzschnitt des Warhafftig Sumarius

##### Rechtswissenschaften
- Die Druckschrift Warhafftig Sumarius der gerichts hendel wird bei Johann Hanau in Frankfurt an der Oder in einer frühneuhochdeutschen und in einer mittelniederdeutschen Fassung gedruckt.
- Der Laienspiegel von Ulrich Tengler, eines der bedeutendsten Rechtsbücher der frühen Neuzeit, erscheint in überarbeiteter Form mit sechs neuen Holzschnitten von Hans Schäufelin in Augsburg.

### Strukturwissenschaften

#### Mathematik
- Charles de Bovelles veröffentlicht mit Géométrie en françoys, das erste auf Französisch gedruckte wissenschaftliche Werk.[1]

## Gründungen
- Das St John’s College der University of Cambridge wird gegründet.

## Geboren

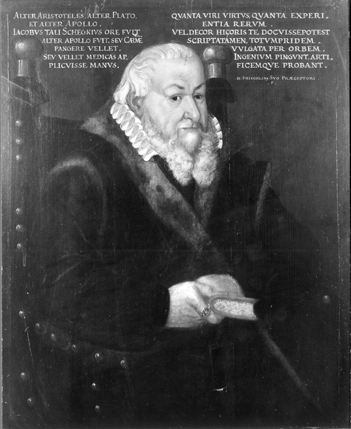
Jacob Degen; * 6. Juni

### Geburtsdatum gesichert
- 24. Februar: Matthias Wanckel, deutscher evangelisch-lutherischer Theologe († 1571)
- 06. Juni: Jakob Degen, deutscher Jurist, Mediziner und Philosoph († 1587)
- 24. August: Jean Bauhin, französischer Arzt († 1582)
- 29. September: Michael Servetus, spanischer Arzt, Gelehrter, Humanist und Theologe († 1553)
- 22. Oktober: Erasmus Reinhold, deutscher Astronom und Mathematiker († 1553)

- 17. November: Jacob Bording, flämischer Arzt († 1560)

### Genaues Geburtsdatum unbekannt
- Amato Lusitano, portugiesischer Arzt und Botaniker († 1568)
- Erasmus Oswald Schreckenfuchs deutscher Mathematiker und Astronom, Rhetoriker, Humanist und Hebraist († 1575)

### Geboren um 1511
- Caspar Vopelius, deutscher Mathematiker, Astronom und Kartograph († 1561)

## Gestorben

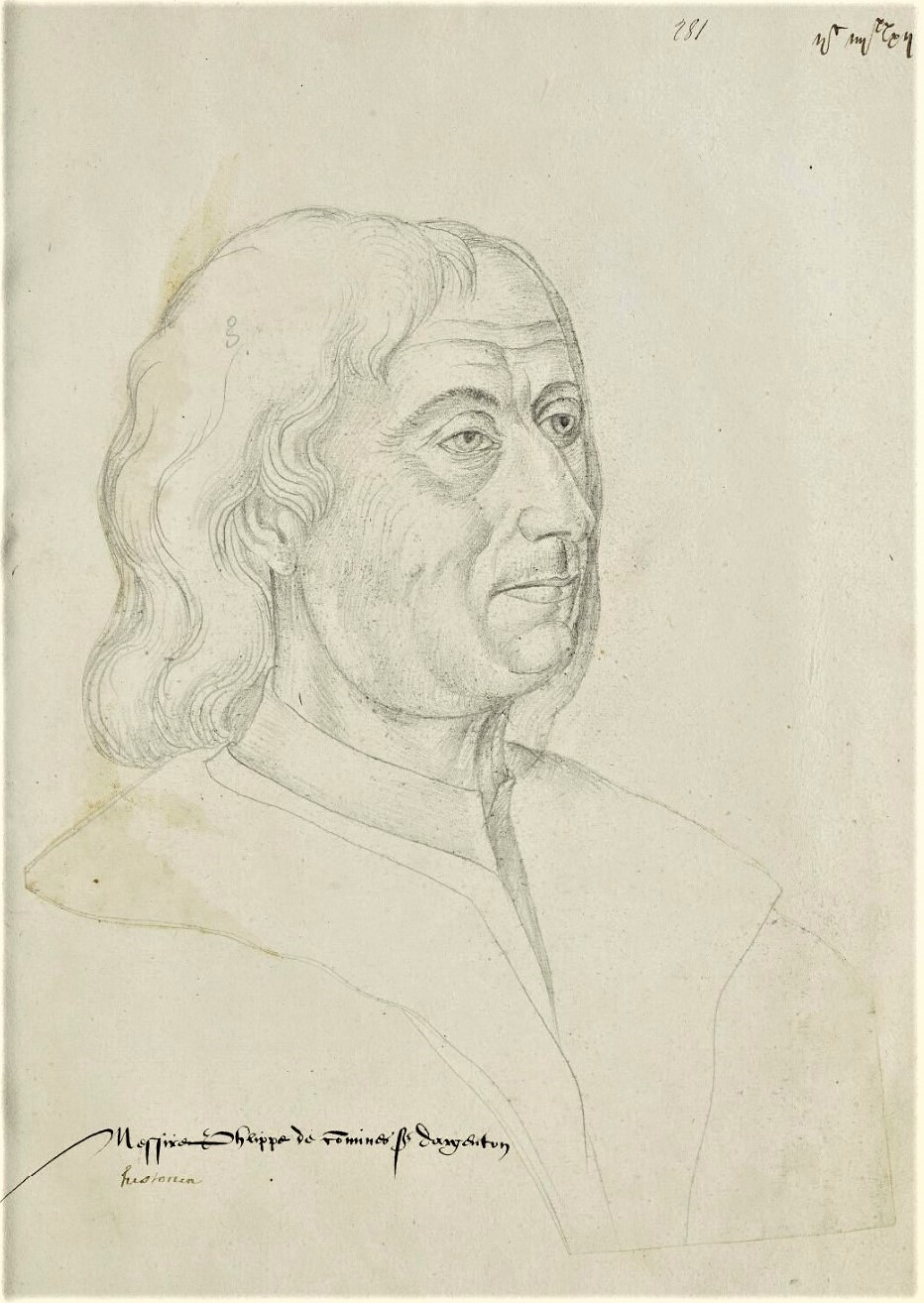
Philippe de Commynes; † 18. Oktober

### Todesdatum gesichert
- 09. Januar: Demetrios Chalkokondyles, griechischer Humanist, Gelehrter und Professor für griechische Sprache in Italien (* 1423)

- 18. Oktober: Philippe de Commynes, französischer Diplomat und Historiker sowie Berater der Könige Ludwig XI. und Karl VIII. (* um 1447)

- 03. Dezember: Johann Pfotel, deutscher Rechtsgelehrter und Diplomat (* 1445)

### Genaues Todesdatum unbekannt
- Kemal Reis, osmanischer Pirat, Admiral und Kartograph (* 1451)
- Matthias Ringmann, deutscher humanistischer Philologe und Dichter, der für die Bezeichnung des Namens Amerika verantwortlich ist (* 1482)